# ساخت اطلاع
ساخت اطلاع (به انگلیسی: Information Structure) در زبان‌شناسی در این مورد که چگونه اطلاعات در یک جمله بسته‌بندی می‌شوند، توضیح می‌دهد. به طور کلی، این موضوع تنها شامل آثاری از اطلاعات می‌شود که «مربوط به وضعیت موقت ذهن مخاطب» می‌شوند و شامل اثر سایر اطلاعات زبان‌شناسی مانند ارجاعات به دانش پس‌زمینه (دانش‌نامه‌ای/متداول)، انتخاب سبک، نزاکت و سایر چیزها نمی‌شود.
مفاهیم پایهٔ ساخت اصلاع کانونی‌سازی، کهنگی، و پیشایندسازی، همچنین مفاهیم تکمیلی آنها به ترتیب شامل پس‌زمینه، نو بودن و توضیح است.